# Gunnlaugsdóttir
Gunnlaugsdóttir ist ein weiblicher isländischer Name.

## Herkunft und Bedeutung
Der Name ist ein Patronym und bedeutet Gunnlaugurs Tochter. Die männliche Entsprechung ist Gunnlaugsson (Gunnlaugurs Sohn).

## Namensträgerinnen
- Álfrún Gunnlaugsdóttir (1938–2021), isländische Schriftstellerin
- Áslaug Munda Gunnlaugsdóttir (* 2001), isländische Fußballspielerin
- Ásta Breiðfjörð Gunnlaugsdóttir (* 1961), isländische Fußballspielerin
- Sunna Gunnlaugsdóttir (* 1970), isländische Jazzmusikerin, die als Sunna Gunnlaugs auftritt
- Þorbjörg Sigríður Gunnlaugsdóttir (* 1978), isländische Juristin und Politikerin
- Tinna Gunnlaugsdóttir (* 1954), isländische Schauspielerin